# Gharbíja
Guvernorát Gharbíja (arabsky محافظة الغربي) je egyptský guvernorát ležící na severu země. Jeho hlavním městem je Tanta, která se nachází 90 km severně od Káhiry. Největším městem guvernorátu je El-Mahalla El-Kubra.

## Historie
Název al-Gharbiyya je arabský výraz, který znamená „západní“ nebo „západní strana“.  Ve 13. století zahrnoval 165 vesnic, zatímco geograf Al-Qalqashandi z 15. století ji popisuje jako úrodnou a prosperující.
El Mahalla El Kobra byl hlavním městem provincie až do roku 1836, kdy jej později nahradila Tanta .
Historická místa: 1- Tantovo muzeum. 2- ali beik al kabeer avenue. 3- Náměstí El Sa'aa
V moderní době je pozoruhodný pěstováním bavlny a jejím textilním průmyslem.

## Obyvatelstvo
V roce 1960 mělo guvernorát 1 815 000 obyvatel.  Podle odhadů populace žila v roce 2015 většina obyvatel guvernorátu ve venkovských oblastech s mírou urbanizace pouze 30,0%. Z odhadovaných 4 751 865 lidí s bydlištěm v guvernorátu žilo ve venkovských oblastech 3 324 630 lidí, na rozdíl od pouze 1 427 235 v městských oblastech.

## Města
- El Mahalla El Kubra
- Kafr El Zayat
- Samanoud
- Tanta
- Zifta
- El Santa
- Kotoor
- Basyoun

## Projekty a programy
V roce 2016 se Švýcarsko zavázalo financovat program nakládání s pevným odpadem v Gharbii, což je projekt s egyptským ministerstvem životního prostředí, který bude ukončen v roce 2021. Národní program nakládání s pevným odpadem (NSWMP) zahrnuje vybudování infrastruktury pro nové i rozšíření a zdokonalení stávajících zařízení na zpracování odpadu, skládkování a recyklaci.

## Pozoruhodné osoby
- Mohamed Salah (fotbalista Liverpoolu FC)